# Ranfluare
Ranfluarea este operația de ridicare de pe fundul apei și repunere în stare de plutire a unei nave scufundate.
Unele dintre cauzele scufundării navelor pot fi: inundarea navei datorată deteriorării unor valve, unor conducte, a tablelor fundului, avarierea prin lovire a navei de un obiect submers și găurirea tablelor bordurilor, crearea de spărturi în corpul navei prin coliziunea cu o altă navă sau structură plutitoare, aprovarea sau apuparea navei sub acțiunea valurilor mari etc. 

Operațiunile de ranfluare pot fi simple sau complexe în funcție de diverși factori ca mărimea, vechimea și starea navei, adâncimea apei etc.
Investigațiile pentru găsirea locului unde se află epava navei se pot face cu ajutorul scafandrilor și/sau cu ajutorul unor echipamente specializate cum ar fi sonarele, magnetometrele, fotografie sau filmare subacvatică.
Înainte de a se alege metoda de ranfluare este necesar să se cunoască poziția navei scufundate și deteriorările pe care le-a suferit corpul acesteia (găurile de apă) prin întocmirea unui plan de ranfluare.
Întocmirea unui plan de ranfluare poate consta din mai multe etape:
- elucidarea istoricului navei, și procurarea documentelor epavei (cum s-a produs dezastrul, cum era încărcată, planurile de construcție etc.);
- inspecția atât exterioară cât și interioară a corpului epavei având următoarea succesiune:
  - marcarea extremităților prova, pupa, centru (tribord și babord) cu câte o baliză;
  - cercetarea suprastructurii epavei, urmărindu-se cunoașterea stării și poziției ușilor, tambuchiurilor, hublourilor, trombelor de aerisire, precum și starea și poziția diferiților apendici de pe punte;
  - cercetarea bordajului și fundului navei, urmărindu-se existența babalelor, găurilor de apă, deschiderilor în bordaj, poziția ancorelor, prezența depunerilor marine și natura solului fundului marin pe care se sprijină epava;
  - determinarea adâncimilor din zona epavei
- astuparea tuturor găurilor de apă și deschiderilor prin care apa poate pătrunde în corpul navei de ranfluat. Această activitate este realizată de scafandri cu ajutorul unor panouri (paieți) confecționate din lemn, prin sudarea unor plăci din oțel, sau cu ajutorul unor batardouri din beton. Paieții și plăcile din oțel sunt de diferite tipuri și dimensiuni în funcție de mărimea găurii de apă și se montează după tăierea și modificarea corespunzătoare a deschiderilor.
- evacuarea apei din corpul navei cu ajutorul pompelor și/sau a compresoarelor de aer comprimat
- efectuarea calculelor pentru a se redobândi stabilitatea și flotabilitatea navei
- stabilirea variantei optime de ranfluare a epavei

Determinarea forței totale Pt necesară ridicării epavei la suprafață este deosebit de importantă în operațiunea de ranfluare a unei epave. Această forță totală poate fi exprimată, cu relația:
unde,
Pe este greutatea epavei, Pd greutatea depunerilor de pe exteriorul și din interiorul epavei, iar Fa forța de adeziune a epavei de fundul apei, exprimate în tf (tone forță).

## Metode de ranfluare
Dintre metodele de ranfluare, cele mai importante și cel mai des utilizate sunt metodele bazate pe: 
- utilizarea exclusivă a forțelor exterioare de ridicare: sunt metode navale specializate, utilizând pentru ranfluarea epavelor, nave specializate, pontoane și șlepuri ridicătoare, macarale plutitoare, cilindri de ranfluare (flotori metalici) și baloane (parașute) de ranfluare. 
  - cilindrii de ranfluare sunt construiți din oțel, cu corpul etanș și compartimentat — se scufundă după un anumit plan în bordurile navei scufundate, de care sunt legați prin cabluri rezistente din oțel. Prin evacuarea apei din interiorul cilindrilor cu ajutorul aerului comprimat, aceștia își recapătă treptat flotabilitatea, se desprind de pe fund și ridică spre suprafață nava scufundată.
- utilizarea flotabilității navei de ranfluat: evacuarea apei din epavă și/sau din înlocuirea ei cu aer comprimat, crescându-se astfel flotabilitatea necesară epavei pentru a se ridica la suprafață.
- combinație a primelor două metode: combină utilizarea forțelor exterioare cu cele interioare de flotabilitate. Ca forțe exterioare se pot utiliza și forțele ascensionale create de baloane sau flotori de ranfluare de mare capacitate.
- distrugerea parțială sau totală a epavei și ridicarea acesteia pe bucăți, la suprafață: epava este tăiată în tronsoane care sunt scoase la suprafață cu ajutorul instalațiilor de ridicare, a flotorilor sau a baloanelor de ranfluare.

Tăierea în tronsoane a epavei este de obicei o operație costisitoare, dificilă și care necesită un timp îndelungat de execuție. Această operație se poate efectua prin diferite metode de tăiere subacvatică, cum ar fi: 
- tăiere oxi-gaz (oxiacetilenică, oxihidrică, oxi-propan etc.)
- tăiere oxielectrică (cu electrozi tubulari sau cu electrozi înveliți)
- tăiere cu ajutorul discurilor abrazive pentru debitat acționate de unelte subacvatice pneumatice sau hidraulice
- tăiere cu ajutorul încărcăturilor explozive protejate sau a celor de configurație specială (încărcături liniare)
- tăiere cu ajutorul unui lanț ce poate fi acționat fie de o macara cu un cârlig sau cu două cârlige, fie de două macarale. Acest procedeu a fost utilizat pentru scoaterea epavei Rostock ce s-a scufundat la 2 septembrie 1991 pe canalul Sulina, în dreptul localității Partizani.

În apele cu maree se folosesc pontoanele de ridicare. Ele sunt dispuse simetric în bordurile navei scufundate, care se încinge cu cabluri după un sistem specific; pontoanele desprind nava de pe fund și o antrenează către suprafață odată cu creșterea apelor datorită mareei. În acest sistem, mijloacele de ridicare nu intră deci în imersiune.

## Legislație
- ORDONANȚĂ nr.42 din 28 august 1997 privind navigația civilă - Scoaterea navelor și a epavelor scufundate în apele naționale; regimul bunurilor găsite. Arhivat în 3 septembrie 2010, la Wayback Machine.